# Gorka Verdugo
Gorka Verdugo Markotegui (ur. 4 listopada 1978 w Etxarri-Aranatz) – hiszpański kolarz szosowy. Do zawodowego peletonu należy od 2004 roku. Od tej pory jest wierny swojej baskijskiej drużynie Euskaltel-Euskadi.
Verdugo jest typem pomocnika, ale mimo tego miał kilka znaczących sukcesów. Największym jak do tej pory było 7. miejsce w klasyfikacji generalnej Paryż-Nicea – francuskiego prestiżowego wieloetapowca. Czterokrotnie startował w Tour de France, ale bez większych znaczących osiągnięć. Godne uwagi jest to, że za każdym razem wyścig ukończył. Najlepsze miejsce w klasyfikacji generalnej to 48. w 2007 roku. Brał również udział w Giro d’Italia w 2005 roku, kończąc ten wyścig na 68. miejscu. Dobry wynik odnotował we Volta a la Comunitat Valenciana, w klasyfikacji generalnej zajmując bardzo wysokie, 5. miejsce.

## Najważniejsze zwycięstwa i sukcesy
- 2005 – 68. w klasyfikacji generalnej Giro d’Italia; 11. w klasyfikacji generalnej Tour du Limousin.
- 2006 – 75. w klasyfikacji generalnej Tour de France; 10. w Clasica de Alcobendas.
- 2007 – 18. w Clásica San Sebastián; 48. w klasyfikacji generalnej Tour de France.
- 2008 – 7. w klasyfikacji gneralnej Paryż-Nicea; 73. w klasyfikacji generalnej Tour de France; 5. w klasyfikacji generalnej Volta a la Comunitat Valenciana; 10. w klasyfikacji generalnej Volta Ciclista a Catalunya; 10 w Subida Urkiola.
- 2009 – 5. w klasyfikacji generalnej Volta a la Comunitat Valenciana; 61. w klasyfikacji generalnej Tour de France; 8. w Klasika Primavera; 13. w Subida Urkiola.